# Giuseppe Ruzzolini
Giuseppe Ruzzolini, né le 21 mai 1930 à Rome, ville où il est mort le 16 avril 2007, est un directeur de la photographie italien.

## Biographie
Se formant notamment auprès d'Otello Martelli, Giuseppe Ruzzolini débute comme premier assistant opérateur sur deux films sortis en 1952, dont La Tanière des brigands de Pietro Germi.
Puis il est cadreur sur près de vingt films sortis entre 1957 et 1966, dont Femmes d'un été de Gianni Franciolini (1958) et L'Évangile selon saint Matthieu de Pier Paolo Pasolini (1964).
Son premier film comme chef opérateur est Le Commissaire Maigret à Pigalle de Mario Landi (1966, avec Gino Cervi et Lila Kedrova). Suivent à ce poste une cinquantaine d'autres films italiens ou en coproduction, le dernier sorti en 2001.
En particulier, il retrouve Pasolini à l'occasion de cinq tournages, dont Théorème (1968, avec Terence Stamp et Silvana Mangano) et Les Mille et Une Nuits (1974, avec Ninetto Davoli et Franco Citti).
Parmi ses autres films notables, mentionnons les westerns spaghetti Il était une fois la révolution de Sergio Leone (1971, avec James Coburn et Rod Steiger) et Mon nom est Personne de Tonino Valerii (1973, avec Terence Hill et Henry Fonda), Deux bonnes pâtes de Sergio Citti (1979, avec Vittorio Gassman et Philippe Noiret), ainsi que Le Mal d'aimer de Giorgio Treves (1986, avec Robin Renucci et Isabelle Pasco). Citons aussi le film américain Charlie de Mark L. Lester (1984, avec David Keith et Drew Barrymore).
Durant sa carrière, Giuseppe Ruzzolini obtient trois nominations au Ruban d'argent de la meilleure photographie (sans en gagner), dont une pour Les Mille et Une Nuits précité.
À la télévision, entre 1966 et 1995, il travaille sur deux téléfilms (dont François d'Assise (it) de Liliana Cavani, 1966, avec Lou Castel et Marco Bellocchio) et quatre séries (dont la mini-série Verdi (en) de Renato Castellani, 1982, avec Omero Antonutti et Carla Fracci).

## Filmographie partielle

### Cinéma

#### Premier assistant opérateur
- 1952 : La Tanière des brigands (Il brigante di Tacca del Lupo) de Pietro Germi
- 1952 : Ragazze da marito d'Eduardo De Filippo

#### Cadreur
- 1958 : Femmes d'un été (Racconti d'estate) de Gianni Franciolini
- 1960 : Adua et ses compagnes (Adua e le compagne) d'Antonio Pietrangeli
- 1962 : La Bataille de Naples (Le quattre giornate di Napoli) de Nanni Loy
- 1964 : L'Évangile selon saint Matthieu (Il vangelo secondo Matteo) de Pier Paolo Pasolini
- 1965 : Don Camillo en Russie (Il compagno don Camillo) de Luigi Comencini
- 1965 : Je la connaissais bien (Io la conoscevo bene) d'Antonio Pietrangeli

#### Directeur de la photographie
- 1966 : Le Commissaire Maigret à Pigalle (Maigret a Pigalle) de Mario Landi
- 1967 : Œdipe roi (Edipo re) de Pier Paolo Pasolini
- 1967 : Les Subversifs (I sovversivi) de Paolo et Vittorio Taviani
- 1968 : Bandits à Milan (Banditi a Milano) de Carlo Lizzani
- 1968 : Théorème (Teorema) de Pier Paolo Pasolini
- 1969 : 12 + 1 (Una su 13) de Nicolas Gessner et Luciano Lucignani
- 1969 : La Contestation (Amore e rabbia), film à sketches, segment La sequenza del fiore di carta de Pier Paolo Pasolini
- 1969 : Queimada de Gillo Pontecorvo
- 1969 : Porcherie (Porcile) de Pier Paolo Pasolini
- 1970 : Contestation générale (Contestazione generale) de Luigi Zampa
- 1971 : Je suis vivant ! (la corta notte delle bambole di vetro) d'Aldo Lado
- 1971 : Scandale à Rome (Roma bene) de Carlo Lizzani
- 1971 : Il était une fois la révolution (Giù la testa) de Sergio Leone
- 1972 : Quoi ? (Che ?) de Roman Polanski
- 1972 : L'Argent de la vieille (Lo scopone scientifico) de Luigi Comencini
- 1972 : Chronique d'un homicide (Imputazione di omicidio per uno studente) de Mauro Bolognini
- 1973 : Mon nom est Personne (Il mio nome è Nessuno) de Tonino Valerii
- 1973 : Les Grands Patrons (Bisturi, la mafia bianca) de Luigi Zampa
- 1974 : Allonsanfàn de Paolo et Vittorio Taviani
- 1974 : Les Mille et Une Nuits (Il fiore delle mille e una notte) de Pier Paolo Pasolini
- 1975 : Le Cogneur (Piedone a Hong Kong) de Steno
- 1975 : Un génie, deux associés, une cloche (Un genio, due compari, un pollo) de Damiano Damiani et Sergio Leone
- 1976 : Pudeurs à l'italienne (Il comune senso del pudore) d'Alberto Sordi
- 1977 : Cara sposa de Pasquale Festa Campanile
- 1977 : La Proie de l'autostop (Autostop rosso sangue) de Pasquale Festa Campanile
- 1979 : Deux bonnes pâtes (Due pezzi di pane) de Sergio Citti
- 1979 : Les Monstresses (Letti selvaggi) de Luigi Zampa
- 1983 : Le Trésor des quatre couronnes (El tesoro de las cuatro coronas) de Ferdinando Baldi
- 1984 : Charlie (Firestarter) de Mark L. Lester
- 1985 : La donna delle meraviglie d'Alberto Bevilacqua
- 1986 : Le Mal d'aimer (La coda del diavolo) de Giorgio Treves
- 1988 : Les Deux Fanfarons (Una botta di vita) d'Enrico Oldoini
- 1993 : Per amore, solo per amore de Giovanni Veronesi
- 2000 : Body Guards – Guardie del corpo de Neri Parenti

### Télévision
(directeur de la photographie)
- 1966 : François d'Assise (Francesco d'Assisi), téléfilm de Liliana Cavani
- 1982 : Verdi, mini-série de Renato Castellani
- 1990 : Embarquement pour l'enfer (Voyage of Terror: The Achille Lauro Affair), téléfilm d'Alberto Negrin

## Distinctions
- Trois nominations au Ruban d'argent de la meilleure photographie :
  - En 1968, pour Les Subversifs (catégorie noir et blanc) et Œdipe roi (catégorie couleur) ;
  - Et en 1975, pour Les Mille et Une Nuits.